# 鈴鹿大学
鈴鹿大学（すずかだいがく、英語: Suzuka University）は、三重県鈴鹿市郡山町663番地222に本部を置く日本の私立大学。1994年創立、1994年大学設置。
津市河芸町との境界付近の丘陵地に位置し、伊勢鉄道伊勢線、近鉄名古屋線の路線沿いにある（伊勢鉄道伊勢線 中瀬古駅から徒歩10分だが列車は1時間に1本程度、また近鉄名古屋線 千里駅よりバスが出ている）。留学生を多数受け入れている。2015年（平成27年）4月、鈴鹿国際大学から名称変更を行った。

## 沿革
- 1913年（大正2年）6月 - 母体である英習字簿記学会を愛知県名古屋市に創立
- 1915年（大正4年）4月 - 享栄学校認可
- 1918年（大正7年）10月 - 実業学校令による乙種認可校となる。享栄貿易学校と校名変更
- 1919年（大正8年）9月 - 移転
- 1925年（大正14年）
  - 4月 - 実業学校令による甲種商業学校に昇格。享栄商業学校と校名変更
  - 9月 - 現在地へ移転。享栄商業タイピスト学校が独立
- 1944年（昭和19年）4月 - 享栄女子商業学校に校名変更（同年、運営が財団法人享栄学園となる）
- 1948年（昭和23年）4月 - 学制改革により、享栄商業高等学校、享栄中学校発足
- 1951年（昭和26年）3月 - 学校法人享栄学園となる
- 1954年（昭和29年）4月 - 享栄幼稚園開園
- 1963年（昭和38年）4月 - 鈴鹿高等学校開校
- 1965年（昭和40年）3月 - 享栄中学校廃校
- 1966年（昭和41年）4月 - 鈴鹿短期大学開学
- 1967年（昭和42年）10月 - 享栄商業高等学校を亨栄高等学校と校名変更
- 1976年（昭和51年）4月 - 享栄商業タイピスト学校が専修学校となり、享栄タイピスト専門学校と校名変更
- 1983年（昭和58年）4月 - 享栄高等学校栄徳分校開校
- 1985年（昭和60年）4月 - 享栄高等学校栄徳分校を栄徳高等学校として独立。享栄タイピスト専門学校を享栄ビジネスカレッジに校名変更
- 1986年（昭和61年）4月 - 鈴鹿中学校開校
- 1994年（平成6年）4月 - 鈴鹿国際大学として開学。国際学部（国際関係学科）を設置。初代学長に勝田吉太郎が就任
- 1996年（平成8年）2月 - 共栄学園本部事務所が移転
- 1998年（平成10年）4月 - 国際学部に国際文化学科を増設。大学院国際学研究科国際社会専攻修士課程を設置。鈴鹿短期大学を鈴鹿国際大学短期大学部に改組
- 2001年（平成13年）4月 - 国際学部に観光学科設置
- 2002年（平成14年）
  - 4月 - 国際学部に英米語学科設置
  - 8月 - 享栄高等学校、新校舎建設のため、愛知県立大学跡地へ一時移転
  - 9月 - 共栄学園本部事務所が移転
- 2003年（平成15年）9月 - 享栄高等学校の新校舎竣工
- 2004年（平成16年）4月 - 国際学部の国際関係学科を国際学科に名称変更。国際文化学科の学生募集停止
- 2006年（平成18年）4月 - 鈴鹿国際大学短期大学部を鈴鹿短期大学に改組
- 2007年（平成19年）4月 - 英米語学科を学生募集停止
- 2008年（平成20年）4月 - 国際学部を国際人間科学部へ学部名変更
- 2012年（平成24年）4月 - 鈴鹿短期大学を移転
- 2013年（平成25年）4月 - 観光学科を学生募集停止
- 2014年（平成26年）4月 - 法人分離により学校法人享栄学園（鈴鹿大学、鈴鹿大学大学院、鈴鹿大学短期大学部）、学校法人愛知享栄学園（享栄高等学校、栄徳高等学校、享栄幼稚園）、学校法人鈴鹿享栄学園（鈴鹿高等学校、鈴鹿中学校）発足
- 2015年（平成27年）4月 - 大学名を鈴鹿大学と改称。鈴鹿短期大学を鈴鹿大学短期大学部に改組
- 2017年（平成29年）4月 - 鈴鹿大学にこども教育学部こども教育学科を設置。鈴鹿中等教育学校を開校（元・鈴鹿中学校）
- 2019年（平成31年）4月 - 国際人間科学部を国際地域学部国際地域学科に改組

## 教育研究組織

### 学部

#### 国際地域学部
- 国際地域学科
  - ビジネス領域
  - グローバルコミュニケーション領域

#### こども教育学部
- こども教育学科
  - 養護教諭コース
  - 小学校教諭コース
  - 幼稚園教諭・保育士コース

### 大学院
- 国際学研究科
  - 国際社会専攻（修士課程）

### 短期大学部
鈴鹿大学短期大学部
- 生活コミュニケーション学科
  - こども学専攻
  - 食物栄養学専攻

- 専攻科
  - 健康生活学専攻
  - こども教育学専攻

## 他大学との関係

### 国内
- 高等教育コンソーシアムみえ

### 国内・学術交流等協定校
- 放送大学

### 国際・学術交流等協定校
- シェリダン大学（カナダ・トロント）
- ユニテック工科大学（ニュージーランド・オークランド市）
- バレンシア州立工科大学（スペイン・バレンシア市）
- 昌信大学校（朝鮮語版）（韓国・慶尚南道昌原市）
- 仁川大学校（韓国・仁川広域市）
- 韓国観光大学（韓国・京畿道利川市）
- 済州観光大学（韓国・済州特別自治道済州市）
- 順天第一大学（韓国・全羅南道順天市）
- ウクライナ国立銀行リヴィウ銀行大学（ウクライナ・リヴィウ市）
- リヴィウ大学（ウクライナ・リヴィウ市）
- リヴィウ工科大学（ウクライナ・リヴィウ市）
- 西安外国語大学（中国・西安市）
- 河北工業大学（中国語版）（中国・天津市）
- 南京航空航天大学（中国語版）（中国・南京市）

## 大学関係者と組織

### 著名な教職員
- 奥田昌道 - 名誉教授。法学者、裁判官
- 安村克己 - 教授。観光学者
- 寬仁親王 - 名誉客員教授。皇族
- 平野千果子 - 助教授。歴史学者
- 徳田耕一 - 客員教授。交通ジャーナリスト
- 勝田吉太郎 - 名誉学長。政治学者
- 笠原正夫 - 教授。日本史学者
- 荒木信義 - 教授。経済学者
- 西部邁 - 客員教授。評論家、経済学者、保守思想家
- 野口洋平 - 専任講師。観光学者
- 森田勉 - 教授。政治学者
- アーナンダ・クマーラ - 教授、学長補佐。社会工学者

## 享栄学園グループ校
学校法人享栄学園
- 鈴鹿大学
- 鈴鹿大学短期大学部

学校法人愛知享栄学園
- 享栄高等学校
- 栄徳高等学校
- 享栄幼稚園

学校法人鈴鹿享栄学園
- 鈴鹿中等教育学校
- 鈴鹿高等学校